# أليكساندر غوثير
أليكساندر غوثير هو لاعب كرة القدم الكندية كندي، ولد في 14 سبتمبر 1976 في ماريا في كندا.